# Guilherme Guido
Guilherme Augusto Guido (Limeira, 12 februari 1987) is een Braziliaanse zwemmer. Hij vertegenwoordigde zijn vaderland op de Olympische Zomerspelen 2008 in Peking.

## Carrière
Bij zijn internationale debuut, op de wereldkampioenschappen kortebaanzwemmen 2004 in Indianapolis, werd Guido uitgeschakeld in de halve finales van de 100 meter rugslag en in de series van de 50 meter rugslag. Samen met Eduardo Fischer, Kaio de Almeida en César Cielo Filho eindigde hij als vierde op de 4x100 meter wisselslag.
Op de wereldkampioenschappen kortebaanzwemmen 2008 in Manchester eindigde de Braziliaan als zevende op de 100 meter rugslag, op de 50 meter rugslag strandde hij in de halve finales. Op de 4x100 meter wisselslag eindigde hij samen met Felipe França, Luca Salatta en Fernando Silva op de zesde plaats. Tijdens de Olympische Zomerspelen van 2008 in Peking werd Guido uitgeschakeld in de series van de 100 meter rugslag, samen met Felipe França, Kaio Almeida en Nicolas Oliveira strandde hij in de series van de 4x100 meter wisselslag.

### 2009-heden
In Rome nam de Braziliaan deel aan de wereldkampioenschappen zwemmen 2009. Op dit toernooi werd hij uitgeschakeld in de halve finales van de 50 meter rugslag en in de series van de 100 meter rugslag, op de 4x100 meter wisselslag eindigde hij samen met Henrique Barbosa, Gabriel Mangabeira en César Cielo Filho op de vierde plaats.
Op de Pan Pacific kampioenschappen zwemmen 2010 in Irvine eindigde Guido als achtste op zowel de 50 als de 100 meter rugslag, samen met Tales Cerdeira, Gabriel Mangabeira en César Cielo Filho eindigde hij als vierde op de 4x100 meter wisselslag. Tijdens de wereldkampioenschappen kortebaanzwemmen 2010 eindigde de Braziliaan als zesde op de 50 meter rugslag en als achtste op de 100 meter rugslag, op de 4x100 meter wisselslag veroverde hij samen met Felipe França, Kaio Almeida en César Cielo Filho de bronzen medaille.
In Shanghai nam Guido deel aan de wereldkampioenschappen zwemmen 2011. Op dit toernooi strandde hij in de series van zowel de 50 als de 100 meter rugslag, samen met Felipe França, Kaio Almeida en Bruno Fratus werd hij uitgeschakeld in de series van de 4x100 meter wisselslag. Op de Pan-Amerikaanse Spelen 2011 in Guadalajara sleepte hij de bronzen medaille in de wacht op de 100 meter rugslag, op de 4x100 meter wisselslag legde hij samen met Felipe França, Gabriel Mangabeira en César Cielo Filho beslag op de gouden medaille.
Tijdens de wereldkampioenschappen kortebaanzwemmen 2012 in Istanboel veroverde Guido de bronzen medaille op de 100 meter rugslag, daarnaast eindigde hij als vierde op de 50 meter rugslag. Samen met Felipe Lima, Kaio Almeida en Guilherme Santos eindigde hij als vierde op de 4x100 meter wisselslag.

## Internationale toernooien
| Jaar | Olympische Spelen                      | WK langebaan                                           | WK kortebaan                                          | PanPacs                                             | Pan-Amerikaanse Spelen                |
| ---- | -------------------------------------- | ------------------------------------------------------ | ----------------------------------------------------- | --------------------------------------------------- | ------------------------------------- |
| 2004 | geen deelname                          |                                                        | 18e 50m rugslag 13e 100m rugslag 4e 4x100m wisselslag |                                                     |                                       |
| 2005 |                                        | geen deelname                                          |                                                       |                                                     |                                       |
| 2006 |                                        |                                                        | geen deelname                                         | geen deelname                                       |                                       |
| 2007 |                                        | geen deelname                                          |                                                       |                                                     | geen deelname                         |
| 2008 | 20e 100m rugslag 14e 4x100m wisselslag |                                                        | 10e 50m rugslag 7e 100m rugslag 6e 4x100m wisselslag  |                                                     |                                       |
| 2009 |                                        | 15e 50m rugslag 18e 100m rugslag 4e 4x100m wisselslag  |                                                       |                                                     |                                       |
| 2010 |                                        |                                                        | 6e 50m rugslag · 8e 100m rugslag · 4x100m wisselslag  | 8e 50m rugslag 8e 100m rugslag 4e 4x100m wisselslag |                                       |
| 2011 |                                        | 19e 50m rugslag 27e 100m rugslag 14e 4x100m wisselslag |                                                       |                                                     | 100m rugslag · 4x100 meter wisselslag |
| 2012 | geen deelname                          |                                                        | 4e 50m rugslag · 100m rugslag · 4e 4x100m wisselslag  |                                                     |                                       |

## Persoonlijke records
Bijgewerkt tot en met 15 december 2012
Kortebaan
| Afstand      | Tijd  | Datum            | Plaats    |
| ------------ | ----- | ---------------- | --------- |
| 50m rugslag  | 23,25 | 15 december 2012 | Istanboel |
| 100m rugslag | 49,63 | 21 november 2009 | Singapore |

Langebaan
| Afstand      | Tijd  | Datum           | Plaats |
| ------------ | ----- | --------------- | ------ |
| 50m rugslag  | 24,49 | 1 augustus 2009 | Rome   |
| 100m rugslag | 53,61 | 2 augustus 2009 | Rome   |